# Милош Линдро
Милош Линдро (на македонска литературна норма: Милош Линдро) е поет и разказвач от Северна Македония.

## Биография
Роден е през 1952 година в охридското село Косел, тогава в Югославия. Завършва Природо-математическия факултет на Скопския университет. Работи в издателската къща „Македонска книга“ и е главен редактор на вестник „Глас“. Работи в Министерството на културата.
Участва в създаването на поетичния манифест „На чекор од говорот“ („Разгледи“, 1980 година). Превежда от сръбски, хърватски и румънски език. Член е на Дружеството на писателите на Македония от 1982 година.

## Награди
Носител е на наградата „Братя Миладинови“ за най-добра поетична книга за 2012 година.